# さらば愛しき人よ (映画)
『さらば愛しき人よ』は、1987年公開のアクション映画。

## あらすじ
暴力団大東連合の若手幹部である早坂修史は標的を待っていた。やがて、敵対する闘竜会の会長・木内剛三が愛人のアパートから現われる。修史の銃が一瞬にしてボディガードを倒し、木内に向けられる。懸命に命乞いをする木内に対して修史はとどめを刺さず、弟分の福島哲夫の車で去る。
会長の新田実は修史に目をかけているが、闘竜会との和平工作をすすめる兄貴分の加東昭司は、彼を煙たがっていた。そんな折、都心の一流ホテルで、新田の娘の結婚披露宴が行なわれた。そこで修史は、ひとりのメイド・海老沢ひとみに声をかけられた。彼女は修史の幼馴染で、初恋の相手だった。心に反し修史は「人違いです」と答えてその場を去る。
その後、闘竜会の報復をかわすため、修史は愛人のホステス・石橋由美子のマンションに身を寄せていた。しかし、10年ぶりの再会に心揺れる修史の足は、いつしかひとみのもとへ向かっていた。早朝まで語り明かす二人は、木内の弟・義政の雇ったヒットマン・間柴秀一がつけ狙っていることを知らなかった。間柴の襲撃を受け2人は一命をとりとめたものの、ひとみは脳内出血のために視力を失った。由美子も間柴の拷問から逃れるため自ら命を断った。
抑えに抑えていた激情が爆発した修史は哲夫と二人、大東連合と闘竜会合体の発会式場に殴り込みをかける。

## キャスト
- 早坂修史 - 郷ひろみ
- 海老沢ひとみ - 石原真理子
- 福島哲夫 - 木村一八
- 木内義政 - 佐藤浩市
- 石橋由美子 - 南條玲子
- 間柴秀一 - 嶋大輔
- 新田実 - 高品格
- 加東昭司 - 柄本明
- 南場格 - 笹野高史
- 木内剛三 - 安岡力也
- 浦田力夫 - 大地康雄
- 立松みち - 余貴美子
- ストームフィールドのマスター - 内藤陳
- 下田社長 - 景山民夫
- クラブのママ桜子 - 松金よね子
- ラジオのゲスト - 大竹まこと
- ディスコのオーナー - 原田芳雄
- 警官 - 内田裕也
- その他 - 寺島進、不破万作、佐野史郎、手塚真

## スタッフ
- 監督・脚本 - 原田眞人
- 製作 - 奥山和由、周防郁雄
- プロデューサー - 茂庭喜徳
- 原作 - 西岡琢也
- 撮影 - 藤澤順一
- 音楽 - 中西俊博
- 美術 - 丸山裕司
- 編集 - 大島ともよ
- 録音 - 井家眞紀夫
- スチール - 副田宏明
- 助監督 - 門奈克雄
- 照明 - 高屋齋